# Софроний Пречистански
Софроний е български духовник, деец на Българското възраждане в Македония, игумен на Кичевския манастир „Света Богородица Пречиста“.

## Биография
Архимандрит Софроний е роден около 1840 година в кичевското село Вранещица, тогава в Османската империя. Постриган е за монах от игумена на Кичевския манастир Козма Дебърски. През 1874 г. Козма е заточен и заместен от архимандрит Хаджи Симеон от село Лазарополе и Софроний напуска манастира и става свещеник в българската църква в Цариград „Свети Стефан“. След две години се връща в манастира. В 1884 година става игумен на манастира и остава такъв до края на живота си в 1911 година. През неговото игуменство в 1888 година е построено новото модерно училище в манастира и финансовото му положение е укрепено, така че да може да издържа българските училища в Кичево. Член е на Кичевската българска община.
Архимандрит Софроний подпомага с пари и Вътрешната македоно-одринска революционна организация и става член е на Кичевския околийски революционен комитет заедно с учителката Донка Чешмеджиева, търговеца Насте Бунгуров и учителя Лука Джеров.
Умира на 18 септември/1 октомври 1911 година.